# Alfred Caldwell
Alfred Caldwell (* 26. Mai 1903 in St. Louis, Missouri; † 1998 in Bristol, Wisconsin) war ein US-amerikanischer Landschaftsarchitekt, Architekt, Bauingenieur und Dichter.

## Leben
Nach einem enttäuschenden College-Jahr 1920 wurde Caldwell Autodidakt und ging bei Jens Jensen und Frank Lloyd Wright in die Lehre. Er arbeitete anschließend 1924–1931 als Assistent bei Jens Jensen, bevor er bis 1934 frei tätiger Landschaftsarchitekt in Chicago war. Caldwell hatte in den darauf folgenden zwei Jahren die Aufsicht über verschiedene Parks wie den Eagle Point Park, Dubuque, Iowa. Von 1936 bis 1939 war er danach als Landschaftsgestalter im Chicago Park District tätig. Er arbeitete 1940–1945 als Bauingenieur am United States War Department. 1945–1960 hatte er eine Architekturprofessur am Illinois Institute of Technology inne. 1948 erreichte er seinen Masterabschluss in Städtebau am Illinois Institute of Technology mit der Abschlussarbeit The City in the Landscape: A Preface of Planning. Caldwell war  1960–1964 Städteplaner am Department of City Planning, Chicago. Eine Gastprofessur führte ihn 1965 an das Virginia Polytechnic Institute, Blacksburg, Virginia. Anschließend war er 1965–1975 Architekturprofessur an der University of Southern California Los Angeles. 1973 gründete er ein privates Landschaftsarchitekturbüro in Los Angeles und Bristol, Wisconsin, das er bis 1981 betrieb. Am Illinois Institute of Technology war er 1981–1996 Ludwig Mies van der Rohe Professor of Architecture.

## Leistungen
Von Jens Jensen als Genie bezeichnet. Arbeiten unter Jens Jensen und Frank Lloyd Wright. Partner bei Buchprojekten und gebauten Objekten mit Ludwig Hilberseimer. Als freier Landschaftsarchitekt kämpfte er sich durch die schlechten Zeiten der 30er, gestaltete Landschaften als Parkdirektor und zeichnete sich in späteren Jahren als Hochschullehrer aus. Von Bauhausarchitekten wie Ludwig Hilberseimer und Ludwig Mies van der Rohe wurde er vor allem für seine Zeichnungen und Diskussionsbeiträge geschätzt. Mit diesen beiden beteiligte er sich auch an der Planung des Sanierungsprojektes „Lafayette Park“ 1955 in Detroit.

## Werke
Umfangreiche Bibliographie mit vielen unveröffentlichten Manuskripten und Zeitschriftenbeiträgen würde hier zu weit führen. Ausgewählte Werke:
- Suspension Structure Progressive Architecture 42, September 1961, Wiederveröffentlicht in Bauen und Wohnen, September 1963.
- The City in the Landscape: A Preface of Planning, 1948, Master Thesis, Illinois Institute of Technology.

Projekte reichen von Pflanzplänen und Detailplänen für den Promotory Point, Burnham Park, Chicago 1936, Riis Park, Chicago, Lincoln Park Lily Pool, Chicago, bis hin zu Privathäusern und Gärten sowie Projekten und Buchbeiträgen mit Bauhausarchitekten Mies und Hilberseimer etwa zu "The City in the Landscape" 1942.